# Halmi Ferenc
Halmi Ferenc, születési nevén Starill Ferenc (Mezőberény, 1850. április 5. – Budapest, 1883. június 2.) magyar színész, a Nemzeti Színház tagja.

## Élete

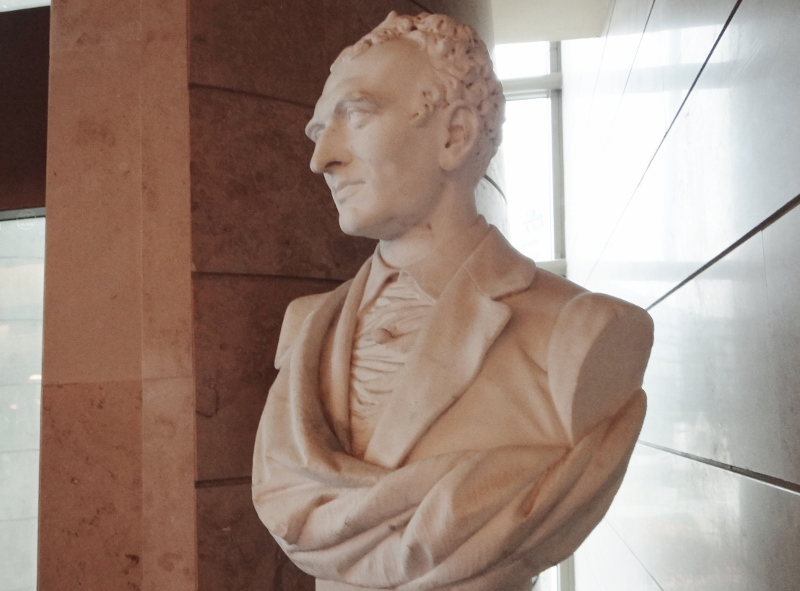
Halmi Ferenc mellszobra, Szász Gyula alkotása

Starill Vince békésmegyei számvivő és Dank Franciska fia. Tanult 1859-től Szarvason. 1861-ben, midőn atyját Budára helyezték át, a fővárosban járt az iskolába. Atyja 1863 áprilisában meghalt és ő Aradra ment; 1864-ben Wasmer Adolf csanádmegyei házánál nevelő volt. 1865 márciusában színész lett Szilágyi Béla színtársulatánál Aradon. 1873. január 27-én vendégszerepelt a Nemzeti Színháznál és azonnal szerződtették. A Nemzeti Színház egyik legtehetségesebb és legkedveltebb tagja volt. A francia vígjáték kedélyes ifjait, szívtelen uracsait és cinikus rouéit kitűnően ábrázolta; majd Molière alakjait, Szigligeti Ede Liliomfiát, Beaumarchais Figaróját, vagy a Csiky Stomfay családjában a félénk Barnabást jelesen személyesítette. Mester volt a realisztikus, borzalmas ábrázolásban is; példa rá a Pálinka hőse, Coupeau. Azonban három évig küzdött a testét emésztő sorvadással. Utolsó nagy szerepe Feuillet Párisi regény című színdarabjában a báró volt. Olaszországba ment, de hiába, gyógyulást többé nem talált. Felesége Mindszenty Kornélia, leánya Halmi Margit volt.

## Fontosabb szerepei
- Clarin (Calderón: Az élet álom);
- Horace (Molière: A nők iskolája);
- Hlesztakov (Gogol: A revizor);
- Leopold (Augier: Fourchambault család);
- Bence (Csiky Gergely: Proletárok);
- Figaro (Beaumarchais: A szevillai borbély);
- Keszeg (Shakespeare: Vízkereszt);
- Raymond (Pailleron: Ahol unatkoznak);
- Chevrial (Feuillet: Egy párizsi regény);
- Coupeau (Zola: Pálinka).

## Munkái
- Caverletné, színmű 4 felvonásban. Émile Augier után fordította. Bpest, 1876. (Nemzeti Színház Könyvtára 109. Először adatott a Nemzeti Színházban 1877. január 19.)
- Két apa, színmű 4 felvonásban, Alexandre Dumas után fordította. Bpest, 1878. (Nemzeti Színház Könyvtára 117.)

### Kéziratban
- A fal tövében, vígjáték 1 felvonásban. Émile de Najac után (először a Nemzeti Színházban 1878. szeptember 2.)